# Yasmina de Haro
Yasmina de Haro Cano (Sabadell-Barcelona, 4 de septiembre de 1984) es una competidora de Aeróbic, Powerlifting, Pole Sport, coreógrafa, modelo y tricampeona mundial de Fitness (Body-form). Directora de la Academia de Pole Dance "Exotik Souls Studio" en Sabadell (Cataluña-España).

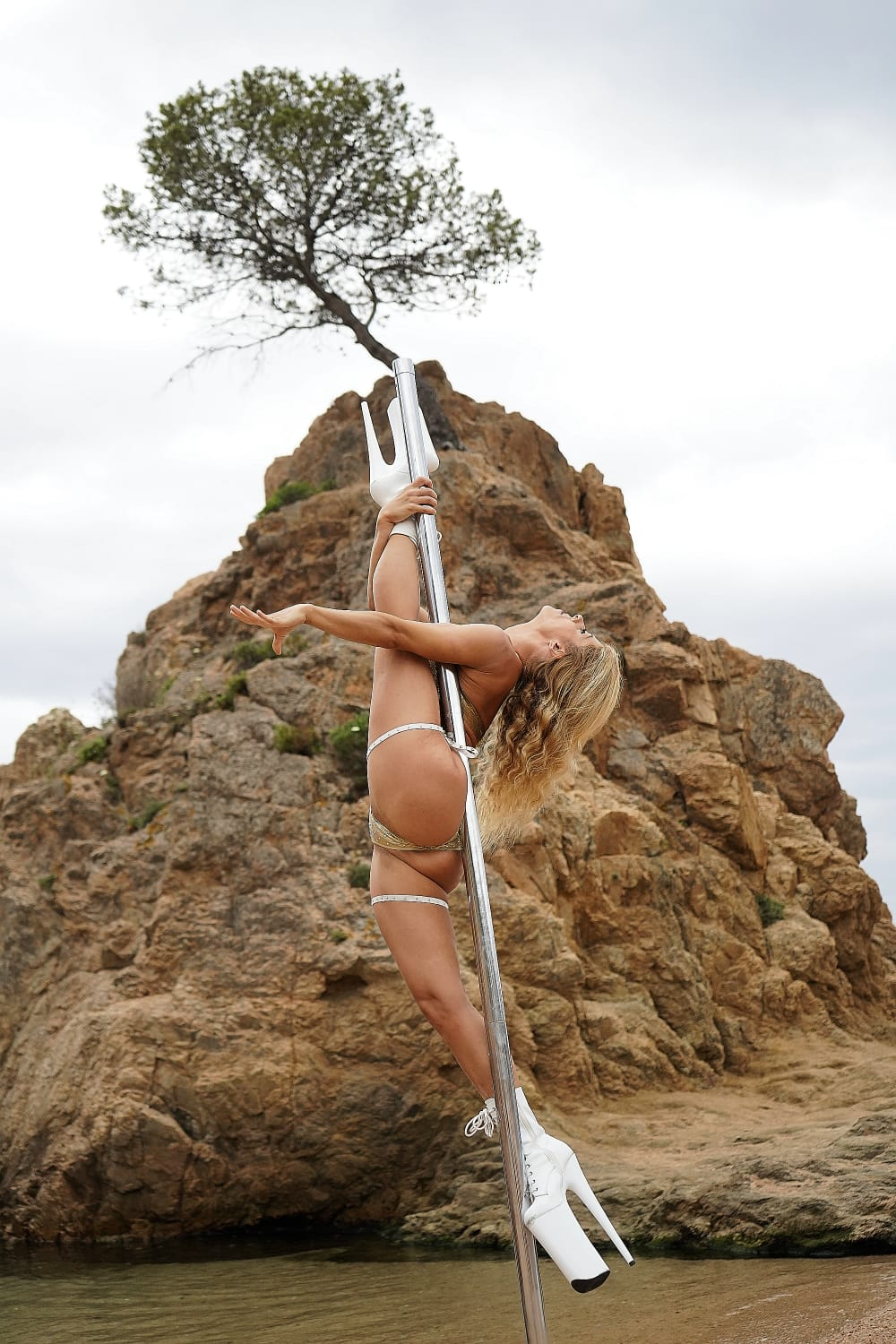
Yasmina de Haro

## Biografía
La competición a alto nivel la compagina con su actividad como entrenadora personal e impartiendo clases de fitness infantil, aerobic, danza, hip-hop y strip-dance. Está licenciada en Biología.
Yasmina de Haro ganó su primer campeonato del mundo en el 2008 en la Isla de Guadalupe (Antillas francesas) al amparo de la Unión Internacional de Body Building Natural (UIBBN). Al año siguiente consigue el segundo campeonato consecutivo en Ciudad del Cabo (Sudáfrica) antes de hacer un parón para ser madre. Después de ser madre por primera vez (Gerard, 12/12/2010) se plantea retornar a la alta competición, que vuelve a dar sus frutos en noviembre de 2012 con la consecución del tercer campeonato del mundo en Martin (Eslovaquia). La búsqueda de nuevos retos la llevan a cambiar de modalidad de competición decantándose por el Pole Sport, modalidad gimnástica en la que consigue su primer oro en el Open Internacional de Italia Roma (Italia) en junio de 2014.
Toda su vida ha estado ligada al deporte y, desde la consecución del primer título de campeona de España de Fitness infantil, cuando sólo contaba con tan solo 15 años, hasta la obtención del último campeonato del mundo de Fitness (Body-form) ha logrado una gran cantidad de éxitos en diferentes modalidades deportivas. Su carrera deportiva la ha llevado a tener la mención varios años seguidos de deportista de alto rendimiento (calidad que otorga el Consell Catala de l' Esport a deportistas que hayan logrado un pódium en campeonatos europeos y/o mundiales).
Representa a la selección de Cataluña, bajo el amparo de la Federació Catalana de Físic Culturisme, en una de las quince modalidades deportivas a las que se le permite a Cataluña tener representación en las competiciones de sus respectivas disciplinas a nivel internacional.

## Palmarés
2000: 6.ª clasificada en el campeonato de Europa de gimnasia aeróbica, categoría junior FISAF (Chomutov,  República Checa) y 6.ª clasificada en el campeonato del mundo de gimnasia aeróbica, categoría junior FISAF (Debreecen, Hungría).
2005: Campeona de Cataluña y 3.ª clasificada de España en gimnasia aeróbica (RFEG - FIG).
2006: Medalla de bronce en el World French Open Championships de gimnasia aeróbica,(Clermont-Ferrand, Francia).
2008: Campeona de Cataluña de Body-form.
2008: Medalla de Bronce en el campeonato de Europa UIBBN de Body-Form  (Sitges, España).
2008: Campeona del Mundo de Body-Form, UIBBN (Pointe-à-Pitre, Guadeloupe).
2009: Campeona de Cataluña de Body-form 
2009: Campeona de Europa de Body-Form UIBBN (Jette, Bélgica)
2009: Campeona del Mundo de Body-Form, UIBBN (Ciudad del Cabo, Sud-África)
2011: Campeona de Cataluña de Power-lifting, categoría de -52kg (FCF)
2012: Campeona de Cataluña de Power-lifting, categoría de -47kg (FCF) 
2012: Campeona de Cataluña de Body Form (FCF) 
2012: Campeona de Europa de Body-Form UIBBN (Sitges, España)
2012: Campeona del mundo de Body-form (Martin, Eslovaquia)
2014: Campeona del Open Internacional de Pole Sport-IPSF (Duo)(14/06/2014 - Roma, Italia)
2014: Undécima posición en el Campeonato del Mundo de Pole Sport- (Duo)(19-20/07/2014 - Londres, Reino Unido)
2014: Cuarta posición en el Campeonato Internacional de Pole Dance Arnold Classic- (Individual)(27/09/2014 - Madrid, España)
2015: Finalista en el Campeonato Internacional Pole Art Italy- (Individual-SPro)(21/02/2015 - Milan, Italia)
2016: Campeona del I Campeonato de España de Pole Sport (Internacional Pole Sport Federation)- (Duo)(23-24/04/2014 - Tarragona, España)
2017: Miss Pole Dance 2016 en el Salón Erótico de Barcelona - (Duo)(6-9/10/2016 - Barcelona, España)
2017: Finalista Alex Pole Dance Championship 2017 - (29/09/2017 - Barcelona, España)
2018: Campeona de la categoría Classic y Overall SPRO en el Pole Theatre Italy 2018 - (30/06/2018 - Turin, Italia)
2018: Participation en Paranoia 2018 "Illusion" Pole Show seleccionada como artista invitada (06/10/2018 - Moscow, Russia)
2018: Campeona del Open de Cataluña de Físico-Culturismo (modalidad body-figura) y clasificación para el Mundial WBNN (26/10/2018 - Pallejá, Cataluña/España)
2018: Subcampeona del Mundo de Físico-Culturismo modalidad Body-Trained, WNBB (10/11/2018 - Madrid, España)
2019: Campeona del mundo categoría Classic en el Pole Theatre World 2019 - (30/03/2019 - Hatfield (London), UK)
2020: Primera posición Campeonato Internacional Pole Art Italy 2020- (XCategory Elite)(15-16/02/2020 - Florence, Italia)

## Reconocimientos y homenajes
- Premio ARC (Alto Rendimiento Catalán) 2008 y 2009, otorgado por el Consell Catala de l'Esport